# Karin Köllerer
Karin Köllerer (8 ottobre 1970) è un'ex sciatrice alpina austriaca, vincitrice della Coppa Europa nel 1995.

## Biografia

### Stagioni 1988-1997
Specialista delle prove tecniche originaria di Oberalm e sposata con il norvegese Atle Skårdal, a sua volta sciatore alpino di alto livello, Karin Köllerer debuttò in campo internazionale in occasione dei Mondiali juniores di Madonna di Campiglio 1988 e nella stagione 1989-1990 vinse la classifica di supergigante di Coppa Europa. In Coppa del Mondo ottenne il primo piazzamento di rilievo il 22 dicembre 1990 a Morzine in combinata (13ª) e il primo podio il 28 marzo 1993 a Åre, giungendo 2ª in slalom speciale dietro alla svizzera Vreni Schneider.
Nella stagione 1994-1995 vinse la Coppa Europa, piazzandosi anche 3ª nella classifica di slalom gigante. Esordì ai Campionati mondiali nella rassegna iridata della Sierra Nevada 1996, dove fu 9ª nello slalom speciale e non completò lo slalom gigante; anche l'anno dopo ai Mondiali di Sestriere non portò a termine lo slalom gigante.

### Stagioni 1998-2002
Nella stagione 1997-1998 in Coppa Europa ottenne l'ultima vittoria, il 15 febbraio a Missen in slalom speciale, e si piazzò 2ª nella classifica di slalom gigante e ai Mondiali di Vail/Beaver Creek 1999 fu 6ª nello slalom speciale e non completò lo slalom gigante. 
Il 14 dicembre 2000 salì per l'ultima volta sul podio in Coppa Europa, a Chamonix in slalom gigante (2ª), e ai successivi Mondiali di Sankt Anton am Arlberg 2001, sua ultima presenza iridata, si classificò nuovamente 6ª nello slalom speciale; nella stessa stagione in Coppa del Mondo conquistò il suo ultimo podio, arrivando 3ª nello slalom speciale di Garmisch-Partenkirchen del 18 febbraio. Si congedò dalle competizioni in occasione dello slalom speciale di Coppa del Mondo disputato il 9 dicembre 2001 a Sestriere, senza terminare la prova; non prese parte a rassegne olimpiche.

## Palmarès

### Coppa del Mondo
- Miglior piazzamento in classifica generale: 19ª nel 2001
- 4 podi (tutti in slalom speciale):
  - 2 secondi posti
  - 2 terzi posti

### Coppa Europa
- Vincitrice della Coppa Europa nel 1995
- Vincitrice della classifica di supergigante nel 1990
- 18 podi[senza fonte] (12 dalla stagione 1994-1995[3]), tra i quali:
  - 4 vittorie[senza fonte]
  - 9 secondi posti[3]
  - 2 terzi posti[3]

#### Coppa Europa - vittorie
| Data             | Località      | Paese    | Specialità |
| ---------------- | ------------- | -------- | ---------- |
| 1990             | Haus          | Austria  | SG         |
| 1991             | Vercors       | Francia  | GS         |
| 1993             | Berchtesgaden | Germania | SL         |
| 15 febbraio 1998 | Missen        | Germania | SL         |

Legenda:

SG = supergigante

GS = slalom gigante

SL = slalom speciale

### Nor-Am Cup
- Miglior piazzamento in classifica generale: 17ª nel 1999
- 5 podi (dati dalla stagione 1994-1995):
  - 2 vittorie
  - 2 secondi posti
  - 1 terzo posto

#### Nor-Am Cup - vittorie
| Data             | Località | Paese       | Specialità |
| ---------------- | -------- | ----------- | ---------- |
| 29 novembre 1998 | Loveland | Stati Uniti | SL         |
| 17 novembre 2001 | Loveland | Stati Uniti | SL         |

Legenda:

SL = slalom speciale

### Campionati austriaci
- 11 medaglie[1]:
  - 5 ori (combinata[senza fonte] nel 1988; combinata nel 1993; slalom speciale nel 1995; slalom speciale nel 1998; slalom speciale nel 2000)
  - 2 argenti (combinata nel 1992; slalom speciale nel 1993)
  - 4 bronzi (slalom gigante nel 1992; discesa libera nel 1993; slalom gigante nel 1995; slalom gigante nel 1996)

### Campionati austriaci juniores
- 1 medaglia[1]:
  - 1 bronzo (discesa libera nel 1988)